# チェ (間投詞)
チェ(Che/tʃeɪ/; スペイン語: [tʃe]; ポルトガル語: tchê [ˈtʃe]; バレンシア語: xe [ˈtʃe])は、リオプラテンセ・スペイン語などラテンアメリカの言語とバレンシア語の語彙に現れる、他人への呼びかけや反応を様々に表現する間投詞(西：Interjección)。

## 起源の諸説

### イタリア語起源説
イタリア語のCioèが語源とする説。イタリアでは頻繁に使われる副詞で「つまり」「すなわち」など。スペイン語のChoéに相当するが、その変形がCheだとする。アルゼンチンには19世紀末から大量のイタリア系移民が押し寄せ、その大波は第2次世界大戦後まで続いた。当初は専門職などが中心だったが、次第に国の発展に必要な手工業の労働力需要のため、多様な階層のイタリア人がアルゼンチンに到来した。彼らに共通のイタリア語は希薄であり、コミュニティごとに様々な発音を用いたため、相手との意思疎通が成り立っているか頻繁に確認しあう必要があった。これが当地のスペイン語に根付いたものが"Cioè"もしくはCheだとされる。
言葉が通じにくい者同士をリンクする呼びかけ、イタリア人同士・スペイン語話者との会話でも多用された。次第にCheは現地文化の中に融合していき、イタリア人同士の呼びかけから「親愛と信頼を示す会話表現」としてリオプラテンセ・スペイン語に根付いていった。こうしてアルゼンチン社会の日常単語にCheが根付いた後、エルネスト・ゲバラ(彼もまた既に当たり前のようにCheを使うようになった世代だった)は「チェ」という綽名を他人から得たが、それを自分の本名を知らない人に自由に呼ばせていた。

### ヴェネツィア語起源説
何人かのイタリア系アルゼンチン人文士は、リオ・プラテンセ語におけるCheの起源をヴェネツィア語に求めた。ブエノスアイレスのイタリア系に占めるヴェネト州および周辺地域出身者の割合からそう推定した。彼らの言葉は「ココリチェ」と呼ばれ、約半世紀を経て北部・中部・南部のイタリア語が相対的に融合したものであるが、しかし第2次世界大戦後にはリオ・プラテンセ語に吸収され勢力が減退した。その単語の多くは後に、イタロ・アルヘンティーノ社会の継承文化ではあるものの、ルンファルドのように更に多民族・多人種的な俗語内に残った。Voler＝Quererなら、CióはChéというわけである。それは確かにヴェネツィア語に似ている。

### バレンシア語起源説
スペインのバレンシア語起源説がある。スペインではCheにあたる間投詞・感動詞はOye, Vaya, Hombre等で十分代用可能であり、大多数の地域でCheは一般的ではない。だがバレンシア州では数世紀前から間投詞Xeは日常単語である。偶然か否か、サッカークラブのバレンシアCFには愛称に"Ché"、"Los Che"というものがある。とはいえバレンシア語で間投詞Cheにあたるものは名目的書き言葉ではXeであるため、正書法制定の過程でChがXに転訛したという理論補強も必要かと思われる。バレンシア語Xe/Cheは、互いの言わんとすることの意味確認、緊張緩和のための間投詞である。南米のCheとの関係は、地主階級の農民がやっていたトゥルコというカードゲームに手がかりが見られる。このカードゲームはスペイン語圏の複数の国とブラジルやイタリアに存在するが、バレンシア州発祥のゲームである。なおバレンシア州カステリョン県にはバレンシア語起源説のダメ押しとして、間投詞Chaが存在し、使う状況はリオ・プラテンセ語のCheと同じである。

### 南米先住民起源説
何人かの作家はグアラニー語のChe起源説を唱える。グアラニー語のCheは1人称単数の主格と所有格の両方を兼ねる。アルゼンチン北東部のグアラニー語ではtʃe/ (che)、ʃe/ (she)という発音がある。パラグアイではこれが現役発音である。マプチェ語においては、Cheは「人」「人々」を指し、マプチェ族の様々な地域出身の人々が使うが、しかし口語表現としての起源説は弱い。ペルー北部のアンカシュからエクアドルに至る山岳地帯のケチュア語では、スペイン語のOye(おい、なあ)に相当する注意喚起の間投詞にCheがある。

### アフリカ起源説
アンゴラのキンブンド語に同じ意味の、xêという間投詞がある。アフリカ系ウルグアイ人はバントゥー系がいるため、ニジェール・コンゴ語族としての関連性はある。

## 地理的分布
スペルCheはスペイン語圏ならほとんど同じだが、ポルトガル語の表記規則などではTchê、そしてバレンシア語ではXeとなる。スペインではCheはバレンシア州出身の人物に言及するのに使われる。サッカーのバレンシアCFは「Equipo Che(チーム・チェ)」「Los Che(チェ達)」などと呼ばれる。
Cheはアルゼンチン、ウルグアイ、ボリビア南部、ブラジル南部のリオグランデ・ド・スル州で使用されている。スペインではバレンシア州と隣接地域、ガリシア州ア・コルーニャ県コスタ・デ・ラ・ムエルテの広い地域で使用されている。

## 使い方

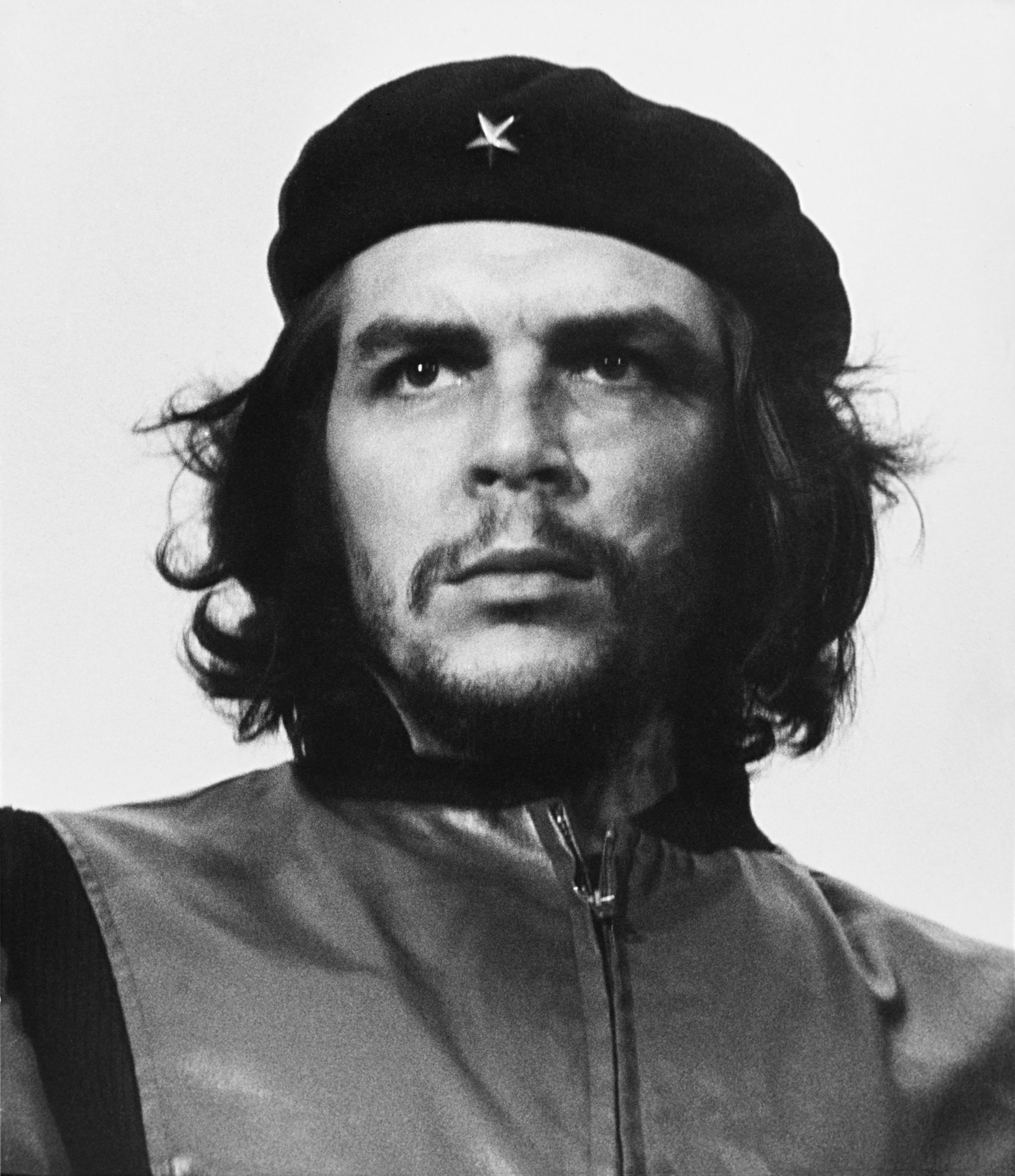
エルネスト・ゲバラ。キューバや中米で「アルゼンチン者」ということでCheの愛称をつけられた。

マドリードに本拠を置くスペイン語学術協会が出版している辞書DRAE(Diccionario de la lengua española)によると、「アルゼンチン・ボリビア・パラグアイ・ウルグアイにおいて、他人への呼びかけ・呼び止め・注意喚起または驚きを表現する」とある。
スペインのバレンシア州ではもう少し用途の幅が広い。Oye(ねえ)、Hombre(おまえ)、Mira(見ろ)、Vaya(うわー、なぜだ)に相当する言葉である。Che/Xeは「それはもう話しただろう。チェ」と、確認・強調など。2人称単数代名詞の主格・所有格Tuは、Che/Xeと併用される。「チェ、トゥ。俺たちまた失敗しちまったよ」(驚き・落胆)。また考えの確認としてのCheを「そうだよなチェ。確かに男がいるのを見た。俺は見たんだよな」。明確な目的もなく、ただ単に間投詞・文中のアクセントとして使うことなどもありうる。
中南米スペイン語圏のその他の国では、特にメキシコと中米において、アルゼンチンやウルグアイ出身者の同義語として使われる。間投詞としてCheを頻繁に使う者たちというイメージからである。これはスペインにおいてバレンシア人を呼ぶ・バレンシアのものを話題にする際に呼称とするのと同じ発想である。エルネスト・ゲバラなど以外にも「チェ新聞」「チェ・オベリスク」など、人間以外のアルゼンチン産のものにも使われる。

## 文献初出
Cheの文献初出は、ロサス統治時代のブエノスアイレス州で1838-39年に書かれ、エステバン・エチェベリア名義で1871年に出版された小説「エル・マタデロ」の中の一文。
Che, negra bruja, salí de aquí antes de que te pegue un tajo—exclamaba el carnicero.
肉屋は言った。「チェ、黒い魔女め。ひっぱたかれないうちにここから失せろ」(日本語)
"Hey, you black witch, get out of here before I gash you," said the butcher.(英語)